# 아웃도어 채널

아웃도어 채널은 미국의 텔레비전 방송국으로 등산 프로그램을 전문적으로 송출하고 있다. 캘리포니아주에 본사가 있으며, 현재 미국 DirecTV, 스카이 앤젤, 버라이즌 FiOS, AT&T U-verse 등에서 송출 중이다.

## 연혁
1994년 런칭하였다. 2008년에 버라이즌 FiOS 케이블, IPTV를 통해 HD 방송을 시작했다. 그 해 10월에는 AT&T U-verse에서도 HD가 송출되었다.

## 채널번호
- U+TV - 195번(HD)
- DirecTV-606번(VOD는 1606번에서 송출 된다.)
- Dish Network-396번
- Cignal Digital-107번(HD)
- 버라이즌 FiOS-307번(SD),591번(HD)
- AT&T U-verse-680번(SD),1680번(HD)
- 스카이 앤젤-327번